# Karim Lotfy
Karim Samir Lotfy (* 21. April 1989 in Kairo) ist ein ägyptischer Hochspringer.

## Karriere
Erste internationale Erfahrungen sammelte Karim Lofty bei den Jugendweltmeisterschaften 2005 in Marrakesch, bei denen er im Finale mit 2,08 m auf Rang 8 kam. Später im Jahr steigerte er sich bei den Juniorenafrikameisterschaften in Tunis auf 2,16 m, womit er die Silbermedaille gewann. 2006 qualifizierte er sich mit 2,10 m nicht für das Finale der Juniorenweltmeisterschaften in Peking. Seit dem 5. Januar 2007 trainiert Karim Lotfy an der Sporthochschule in Köln. Bei den Afrikaspielen 2007 in Algier wurde er mit 2,15 m Siebter und bei den Panarabischen Spiele 2007 in Kairo wurde er mit 2,11 m Sechster. Außerdem siegte er bei seiner erneuten Teilnahme bei den diesmal in Ouagadougou ausgetragenen Juniorenafrikameisterschaften mit 2,17 m. Am 10. Januar 2008 sprang er bei seinem Sieg beim Kölner Hallen-Meeting Hochsprung mit Musik mit 2,18 m und 2,21 m zweimal neuen ägyptischen Landesrekord. Am 18. Januar 2008 war er bei dem internationalen Springermeeting in Wuppertal, welches bis 2007 von Wolfgang Ritzdorf veranstaltet wurde, und sprang dort mit 2,20 m ganz knapp am neuen Landesrekord vorbei. Den Landesrekord in der Halle von 2,24 m schaffte er am 29. Februar 2008 bei einem Wettkampf in Chemnitz. Einen neuen ägyptischen Rekord von 2,25 m sprang Karim Lotfy im Juni 2008 beim Juniorenspringen in Eberstadt. Bereits zuvor wurde er bei den Afrikameisterschaften in Addis Abeba mit übersprungenen 2,15 m Vierter, zwei Wochen nach seinem Landesrekord kam er bei den Juniorenweltmeisterschaften in Bydgoszcz als Vierzehnter nicht über 2,08 m hinaus. 2009 wurde er bei den Mittelmeerspielen in Pescara mit Saisonbestleistung von 2,21 m Siebter und bei den Spielen der Frankophonie in Beirut mit 2,20 m Fünfter. Die in Damaskus ausgetragenen Arabischen Meisterschaften entschied er mit 2,16 m für sich. Im Folgejahr platzierte er sich bei den Afrikameisterschaften in Nairobi mit 2,06 m auf Rang 6.
Später war er Mitglied des TSV Bayer 04 Leverkusen.
Karim studierte International Management an der Internationalen Hochschule Bad Honnef · Bonn. Er studierte danach im Bachelorstudium Webdesign und Development am SAE Institute Köln und arbeitete neben seinem Studium als Web-Frontend-Entwickler. Lotfy hat keine Geschwister und wohnt, wenn er nicht in Deutschland ist, mit seiner Familie in Kairo.

## Persönliche Bestleistungen
- Hochsprung: 2,25 m, 27. Juni 2008 in Eberstadt (ägyptischer Rekord)
  - Halle: 2,24 m, 29. Februar 2008 in Chemnitz (ägyptischer Rekord)